# أبو قمرة
أبو قمرة أو أبو قمرا منطقة سودانية تتبع لمحلية كرنوى في ولاية شمال دارفور، تقدر مساحتها بحوالي 650 -600 كلم مربع، ويحدها من الجنوب
منطقة «قوز نعيم»، ومن الشمال منطقة عد الخير، ومن الغرب منطقة أبو جداد، أما من الشرق فيحدها منطقة أبو ليحا.

## أصل التسمية ونبذة عنها
يعود أصل اسم منطقة أبوقمرا إلى كثرة أعداد طيور القمري (القماري) في واديها. وأبو قمرة هي واحدة من المناطق التي تتبع لمحلية كرنوى في ولاية شمال دارفور. وهي منطقة غنية جدا بالموارد الزراعية والحيوانية والنباتية. كما أنها منطقة تقع في ملتقى طرق تجارية لمحليات أمبرو، كرنوى، الطينة، السريف، سرف عمرة، وكبكابية.

## سكان المنطقة ومهنتهم
ويقطن في منطقة أبى قمرا حوالي مئة ألف نسمة، يمتهنون الرعي والزراعة بشقيها.

## أنماط الإدارة بالمنطقة
إدرايا، تتكون منطقة أبوقمرا من (16 مجالس قرى)، ففى الشرق مجلس منطقة كويبا التي تضم أكثر من 25 قرية. وفي الجنوب الشرقي مجلس منطقة "رأس
دوسه"، "شقى باربو" و"شرى باربو"، ومجلس منطقة "كرينقا" التي يضم أكثر من (20 قرية). وفي الجنوب مجلس منطقة "قوز نعيم" وضواحيها. وفي غرب مجلس
منطقة «أبو دام» وضواحيها، وفي الشمال الغربى مجلس منطقة جبال فرج الله، ومجلس منطقة جرب وراجا، ومجلس منطقة قريضة.

### حول مدرسة أبو قمرا
مدرسة أبوقمرا، قد تم تأسيسها في العام 1979م وبدأت الدراسة عام 1980، وكان أول مدير للمدرسة هو عز الدين عبد النبي مادبو، ثم خلفه محمد شطة زكريا مديرا للمدرسة في العام 1981م، وهو نجل موسس المنطقة، ومعه النور موسى عيسى والأستاذ إبراهيم حسن سليمان. والأستاذ محمد شطة زكريا هو أول من نال الشهادة السودانية من أبناء المنطقة وكان ذلك في العام 1975م وكان قد درس بمدرسة الفاشر الثانوية العليا بنين، وتم تعينه أستاذا بمدرسة فوراوية ثم انتقل بعد ذلك إلى مدرسة عد الخير، وأخيرا إلى أبى قمرا. ثم لاحقا ترك مدرسة أبوقمرا عام 1988م فجاء من بعده بحر الدين شايبو مديرا للمدرسة، وبعده جاء عبد الله التجاني محمود، وأخيرا قبل اندلاع الحرب في المنطقة جاء عبد الشافى التجانى جبرالله الذي يعمل الآن مشرفا تربويا بمناطق جنوب وادى سيرا بمكتب تعليم محلية كرنوى. وحاليا يقوم إسماعيل النيل عامر مديرا لمدرسة أبى قمرا.

#### عن خزان أبى قمرا
تم إنشاء خزان أبوقمرا في العام 1958م ضمن الخزانات والحفائر التي أنشئت في تلك الفترة بشمال دارفور تحت إشراف مهندس محمود بشير جماع الذي صار لاحقا وزيرا في حكومة الرئيس الأسبق جعفر محمد النميري. وتم إعادة تأهيل خزان أبوقمرا في عام 2017م بسعة تخزينية للمياه تبلغ (مليون متر مكعب). وفي نفس عام إنشاء خزان أبوقمرا 1958م اقيم عددا من الحفائر في مناطق بنى حسين منها، «حفيرة كينو»، و«حفيرة جحور مرفعين»، و«حفيرة دردور»، وكذلك عددا آخر بمنطقة أبى قمرا منها «حفيرة تلفو» بشرق أبى قمرا و«حفيرة قوز نعيم»، و«حفيرة لوكا». وأخيرا تم إضافة «حفيرة جرب» في عام 2016م بشمال أبى قمرا.